# 比列什蒂鄉
45°44′N 27°20′E / 45.733°N 27.333°E
比列什蒂鄉（羅馬尼亞語：Comuna Biliești, Vrancea），是羅馬尼亞的鄉份，位於該國東部，由弗朗恰縣負責管轄，面積17平方公里，海拔高度31米，2002年人口2,614，人口密度每平方公里154人。